# District de Dongcheng
Le district de Dongcheng (东城区 ; pinyin : Dōngchéng Qū ; littéralement : District de la cité de l'est) est une subdivision de la municipalité de Pékin en Chine.
Situé dans le centre de la ville de Pékin, il abrite notamment la Cité interdite, la place Tian'anmen et la rue Wangfujing.

## Sous-districts

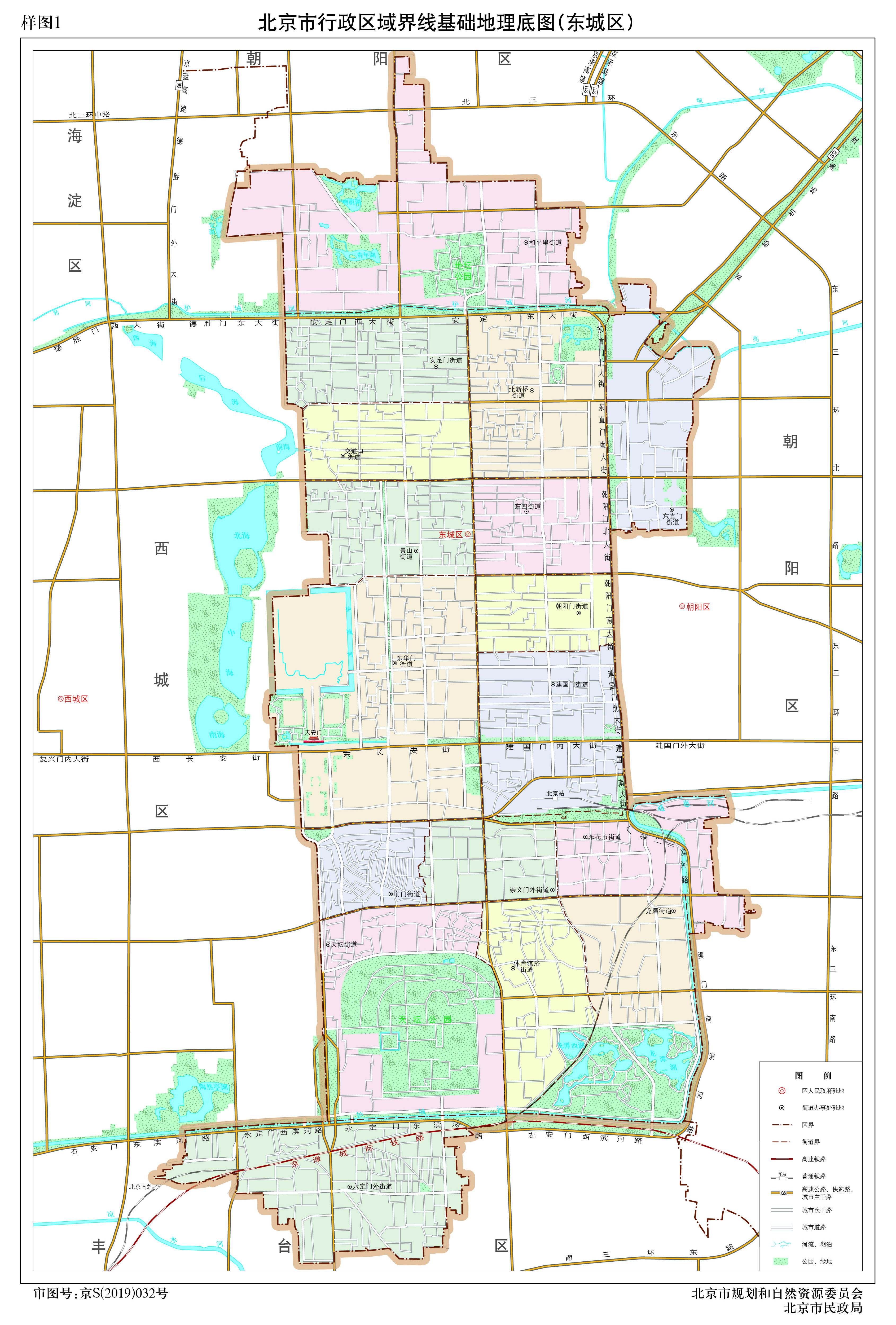
Sous-districts constitutifs du district de Dongcheng

Le district de Dongcheng est divisé en 17 sous-districts (chinois : 街道 ; pinyin : jiēdào).
| Nom            | Chinois      | Pinyin                | Population (2010) | Superficie (km2) |
| -------------- | ------------ | --------------------- | ----------------- | ---------------- |
| Jingshan       | 景山街道     | Jǐngshān jiēdào       | 40 308            | 1,64             |
| Donghuamen     | 东华门街道   | Dōnghuámén jiēdào     | 61 366            | 5,35             |
| Jiaodaokou     | 交道口街道   | Jiāodàokǒu jiēdào     | 49 196            | 1,45             |
| Andigmen       | 安定门街道   | Āndìngmén jiēdào      | 44 358            | 1,76             |
| Beixinqiao     | 北新桥街道   | Běixīnqiáo jiēdào     | 82 273            | 2,62             |
| Dongsi         | 东四街道     | Dōngsì jiēdào         | 43 731            | 1,53             |
| Chaoyangmen    | 朝阳门街道   | Cháoyángmén jiēdào    | 36 702            | 1,24             |
| Jianguomen     | 建国门街道   | Jiànguómén jiēdào     | 57 170            | 2,70             |
| Dongzhimen     | 东直门街道   | Dōngzhímén jiēdào     | 46 018            | 2,07             |
| Hepingli       | 和平里街道   | Hépínglǐ jiēdào       | 112 058           | 5,02             |
| Qianmen        | 前门街道     | Qiánmén jiēdào        | 12 924            | 1,10             |
| Chongwenmenwai | 崇文门外街道 | Chóngwénménwài jiēdào | 48 817            | 1,12             |
| Donghuashi     | 东花市街道   | Dōnghuāshì jiēdào     | 52 775            | 1,92             |
| Longtan        | 龙潭街道     | Lóngtán jiēdào        | 56 257            | 3,06             |
| Tiyuguanlu     | 体育馆路街道 | Tǐyùguǎnlù jiēdào     | 40 303            | 1,84             |
| Tiantan        | 天坛街道     | Tiāntán jiēdào        | 50 304            | 4,03             |
| Yongdingmenwai | 永定门外街道 | Yǒngdìngménwài jiēdào | 84 693            | 3,33             |

## Relations internationales
Le district de Dongcheng est jumelé avec :
- Province de Forlì-Cesena, Italie (2012)
- Issy-les-Moulineaux, France (1998)